# FC Bastelicaccia
Câu lạc bộ bóng đá Bastelicaccia là một câu lạc bộ bóng đá Pháp có trụ sở tại Bastelicaccia, Corsica. Được thành lập vào năm 2003.

## lịch sử
Vào năm 2007, lần đầu tiên, câu lạc bộ đã chiến thắng giải Hạng nhất khu vực và được thăng hạng lên CFA2, giờ là National 3. Tuy nhiên, câu lạc bộ đã xuống hạng mùa giải tiếp theo sau khi kết thúc vị trí 14. Các cầu thủ hiện tại bao gồm Mathieu Scarpelli và họ được quản lý bởi Jean-Luc Lucciani, với cựu cầu thủ bóng đá Jean-Roch Testa làm trợ lý.